# Victor Saville
Victor Saville, gebürtig Victor Salberg, (* 25. September 1895 in Birmingham, England; † 8. Mai 1979 in London, England) war ein britischer Filmregisseur, Produzent und Drehbuchautor.

## Leben
Saville war Sohn eines Kunsthändlers. Als er verwundet aus dem Ersten Weltkrieg kam, ging er 1916 als Vertriebsmanager ins Filmgeschäft. 1923 produzierte er seinen ersten Spielfilm. 1927 gab er sein Debüt als Filmregisseur. 1937 gründete er seine eigene Filmproduktionsfirma unter dem Namen Victor Saville Productions und produzierte drei Filme von Alexander Korda. Saville kaufte die Filmrechte von Archibald Joseph Cronins Roman Die Zitadelle und veräußerte die Rechte weiter an MGM mit der Auflage, den Film für MGM zu produzieren. Der Erfolg des Films mit Robert Donat in der Hauptrolle gab ihm die Chance mit Auf Wiedersehen, Mr. Chips einen weiteren Film für MGM und wieder mit Robert Donat in der Hauptrolle zu produzieren. Als 1939 der Zweite Weltkrieg ausbrach, blieb Saville für die Kriegsjahre in Hollywood. Nach dem Krieg produzierte und inszenierte er auch wieder in England.

## Filmografie (Auswahl)

### Als Regisseur
- 1928: Dulderin Weib (Tesha)
- 1930: A Warm Corner
- 1933: The Good Companions
- 1933: Ich war Spion (I Was a Spy)
- 1933: Freitag, der Dreizehnte (Friday the Thirteenth)
- 1934: Sensation in London (Evergreen)
- 1935: First a Girl
- 1935: Mein Herz der Königin (The Dictator)
- 1937: Sturm im Wasserglas (Storm in a Teacup)
- 1937: Dunkle Geschäfte (Dark Journey)
- 1943: Auf ewig und drei Tage (Forever and a Day)
- 1945: Tonight and Every Night
- 1946: Das Vermächtnis (The Green Years)
- 1947: Desire Me (ungenannt)
- 1947: Taifun (Green Dolphin Street)
- 1949: Verschwörer (Conspirator)
- 1950: Kim – Geheimdienst in Indien (Rudyard Kipling’s Kim)
- 1954: Der silberne Kelch (The Silver Chalice)

### Als Produzent
- 1923: Weib gegen Weib (Woman to Woman)
- 1924: The White Shadow
- 1927: Jahrmarkt der Liebe (Hindle Wakes)
- 1938: Die Zitadelle (The Citadel)
- 1939: Auf Wiedersehen, Mr. Chips (Goodbye, Mr. Chips)
- 1940: Tödlicher Sturm (The Mortal Storm)
- 1940: Bitter Sweet
- 1941: Die Frau mit der Narbe (A Woman’s Face)
- 1941: Arzt und Dämon (Dr. Jekyll and Mr. Hyde)
- 1941: The Chocolate Soldier
- 1941: Im Banne der Vergangenheit (Smilin’ Through)
- 1942: Die ganze Wahrheit (Keeper of the Flame)
- 1943: Gefährliche Flitterwochen (Above Suspicion)
- 1953: Der Richter bin ich (I, the Jury)
- 1955: Rattennest (Kiss Me Deadly)
- 1961: The Greengage Summer